# Immeuble au 10, quai Turenne de Nantes
L'immeuble, bâti au XVIIIe siècle, est situé au no 10 du quai Turenne à Nantes, en France. L'immeuble est inscrit au titre des monuments historiques en 1986.

## Historique
Le bâtiment est inscrit au titre des monuments historiques par arrêté du 23 juin 1986.